# Mura Masa (album)
Mura Masa è il primo ed eponimo album in studio del musicista britannico Mura Masa, pubblicato nel 2017.
Il disco ha ricevuto le candidature come miglior album dance/elettronico e miglior Recording Package ai Grammy Awards 2018.

## Tracce
1. Messy Love – 3:45
2. Nuggets (featuring Bonzai) – 3:29
3. Lovesick (featuring ASAP Rocky) – 3:12
4. 1 Night (featuring Charli XCX) – 3:27
5. All Around the World (featuring Desiigner) – 2:44
6. Give Me the Ground – 1:07
7. What If I Go? (featuring Bonzai) – 3:15
8. Firefly (featuring NAO) – 3:48
9. Nothing Else! (featuring Jamie Lidell) – 3:26
10. Helpline (featuring Tom Tripp) – 3:24
11. Second 2 None (featuring Christine and the Queens) – 4:10
12. Who Is It Gonna B (featuring A. K. Paul) – 4:58
13. Blu (featuring Damon Albarn) – 4:32